# ای‌بی ارابه‌ران
ای‌بی ارابه‌ران یک ستاره است که در صورت فلکی ارابه‌ران قرار دارد.